# Раузес Појнт (Њујорк)
Раузес Појнт (енгл. Rouses Point) град је у америчкој савезној држави Њујорк.

## Демографија
По попису из 2010. године број становника је 2.209, што је 68 (-3,0%) становника мање него 2000. године.
| Група             | 2000.         | 2010.         |
| Белци             | 2.199 (96,6%) | 2.106 (95,3%) |
| Афроамериканци    | 16 (0,7%)     | 17 (0,8%)     |
| Азијати           | 10 (0,4%)     | 31 (1,4%)     |
| Хиспаноамериканци | 31 (1,4%)     | 34 (1,5%)     |
| Укупно            | 2.277         | 2.209         |